# 中国浮蛙
中国浮蛙（学名：Occidozyga obscura），一种分布于中国华南地区的两栖动物，隶属于叉舌蛙科浮蛙属。

## 分类地位
本种是英国动物学家约翰·爱德华·格雷根据约翰·里夫斯采集的标本于1831年描述发表，但在原始描述中没有给出确切的模式产地信息。之后本种长期被视为尖舌浮蛙（Occidozyga lima）的同物异名。2022年，中国研究人员通过对中国东南部分布的浮蛙进行形态学检查和系统发育分析，恢复了本种的有效性，并认为广东、广西、香港、澳门和福建等地之前记录的的尖舌浮蛙分布应为中国浮蛙。根据原始描述和分布记录，认为原为尖舌浮蛙的同物异名 Oxyglossa lima var. chinens 和 Osteosternum amoyense  这两个类群应厘定为中国浮蛙的同物异名。